# Suez (entreprise, 1858-2008)
Cet article concerne l'entreprise précédant la scission de 2008 dans le cadre de la fusion avec Gaz de France. Pour l'entreprise Suez après 2008, voir Suez (entreprise, depuis 2015). Pour les autres significations, voir Suez.
 (juillet 2008).
Si vous disposez d'ouvrages ou d'articles de référence ou si vous connaissez des sites web de qualité traitant du thème abordé ici, merci de compléter l'article en donnant les références utiles à sa vérifiabilité et en les liant à la section « Notes et références ».
Suez est un groupe industriel français. C'était un des leaders mondiaux dans les domaines de l'énergie (électricité et gaz) et de l'environnement (eau et propreté). Ce groupe a fusionné en 2008 avec Gaz de France pour donner naissance à GDF Suez et à Suez Environnement, qui prennent à partir de 2015 les noms de Engie et de Suez.

## Historique

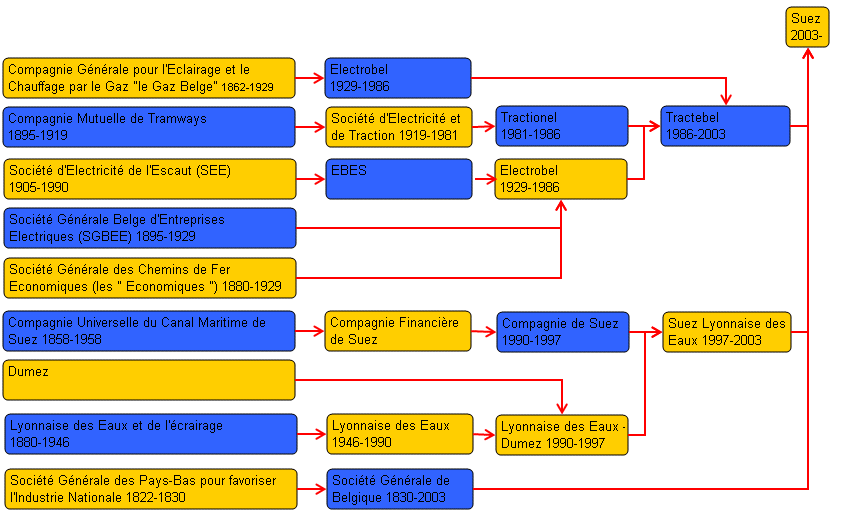
Schéma des acquisitions et fusions liées à l'histoire de Suez.

### La Compagnie universelle du canal maritime de Suez

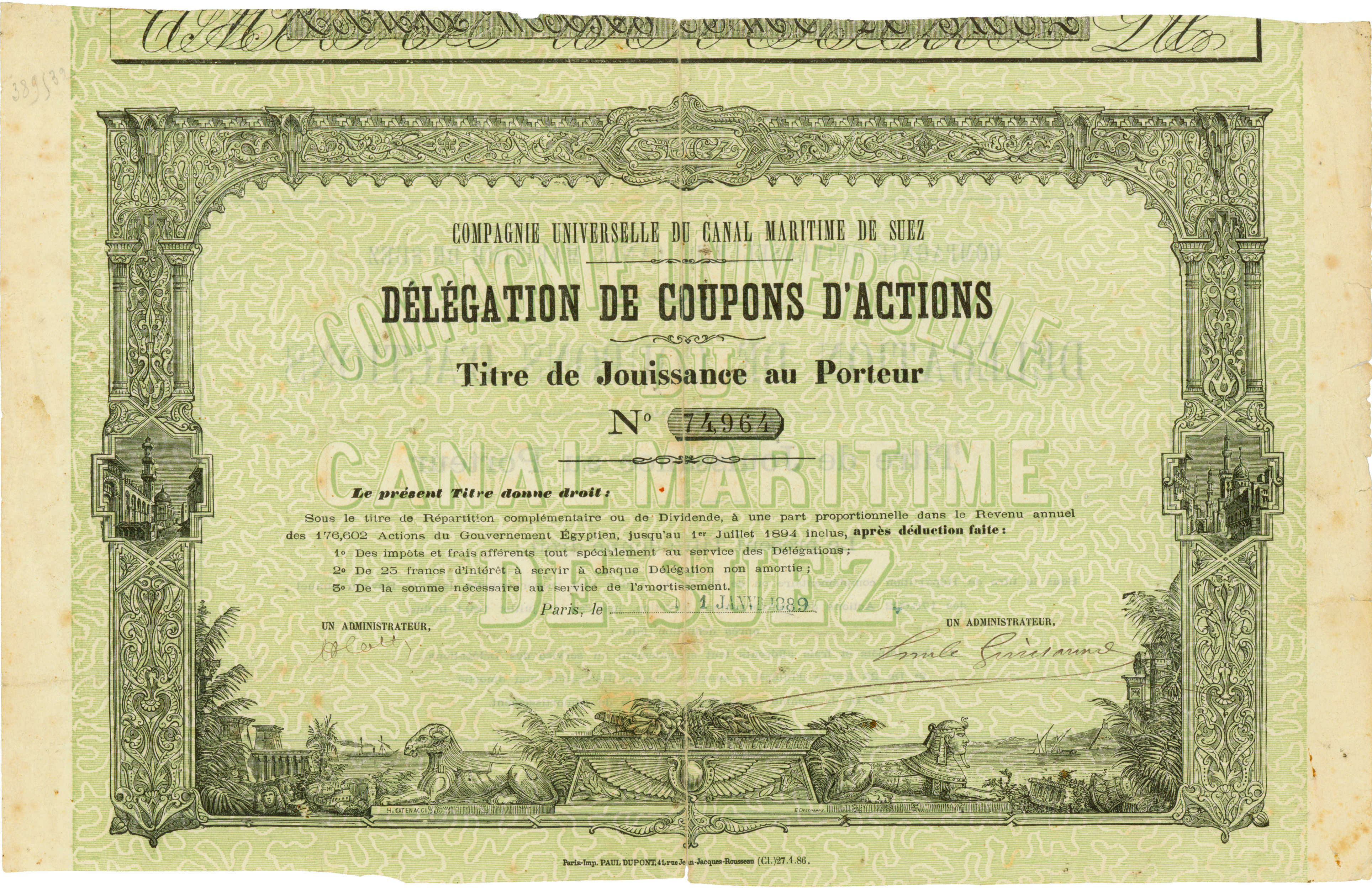
Titre de Jouissance de La Compagnie Universelle du Canal Maritime de Suez en date du 1. Janvier 1889

La Compagnie universelle du canal maritime de Suez a été créée en 1858 par Ferdinand de Lesseps pour percer et exploiter le canal de Suez. Ce canal de 193 km entre la mer Méditerranée et la mer Rouge a été inauguré en 1869.
À la suite de la nationalisation du canal par Nasser en 1956, quand le patrimoine égyptien de la Compagnie universelle du canal maritime de Suez a été transféré à la Suez Canal Authority, la société touche d'importantes indemnités, car elle disposait d'une concession jusqu'en 1968. Rebaptisée Compagnie financière de Suez en 1958, elle engage sa reconversion dans le monde de la finance en multipliant participations et investissements dans divers secteurs de l'économie.
En 1959, la société crée la Banque de la Compagnie Financière de Suez qui est rebaptisée Banque de Suez et de l'Union des mines en 1966. En 1974, la Banque de Suez fusionne avec la Banque d'Indochine pour donner naissance à la Banque Indosuez.
La Compagnie financière de Suez est nationalisée en 1982 puis privatisée en 1987 sous la présidence de Renaud de La Genière. La privatisation est vantée par Catherine Deneuve dans quatre spots publicitaires sur le thème des « stratèges de l'argent ». En 1988, elle joue le rôle du « chevalier blanc » de la Société générale de Belgique lorsque ce groupe ancien est attaqué par l'italien Carlo De Benedetti qui convoite ses actifs énergétiques dans Electrabel et Tractebel[réf. nécessaire].
En 1990, la société prend le nom de Compagnie de Suez, mais le début des années 1990 est difficile à cause de la crise immobilière. L'année 1995 marque un tournant, lorsque deux de ses grands actionnaires, l'UAP (président Jacques Friedmann) et la BNP (président Michel Pébereau), mettant à profit l'affaiblissement de Suez, présentent le projet d'une vaste fusion à trois pour créer la « Très Grande Financière ». Cependant, le président de Suez, Gérard Worms est contre car il a lui-même le projet d'un rapprochement avec le groupe Pinault-Printemps-Redoute. Finalement aucun des deux projets ne se réalisera et Gérard Worms doit quitter sa présidence, il est remplacé par Gérard Mestrallet qui bataille depuis deux ans en Belgique contre Étienne Davignon, garant des intérêts belges dans la SGB. Ce dernier a comme projet une fusion avec la Lyonnaise des eaux afin de regrouper les actifs dans l'électricité et le gaz de Suez avec les services aux collectivités de la Lyonnaise. Il mettra huit ans pour mener complètement à bien son projet.

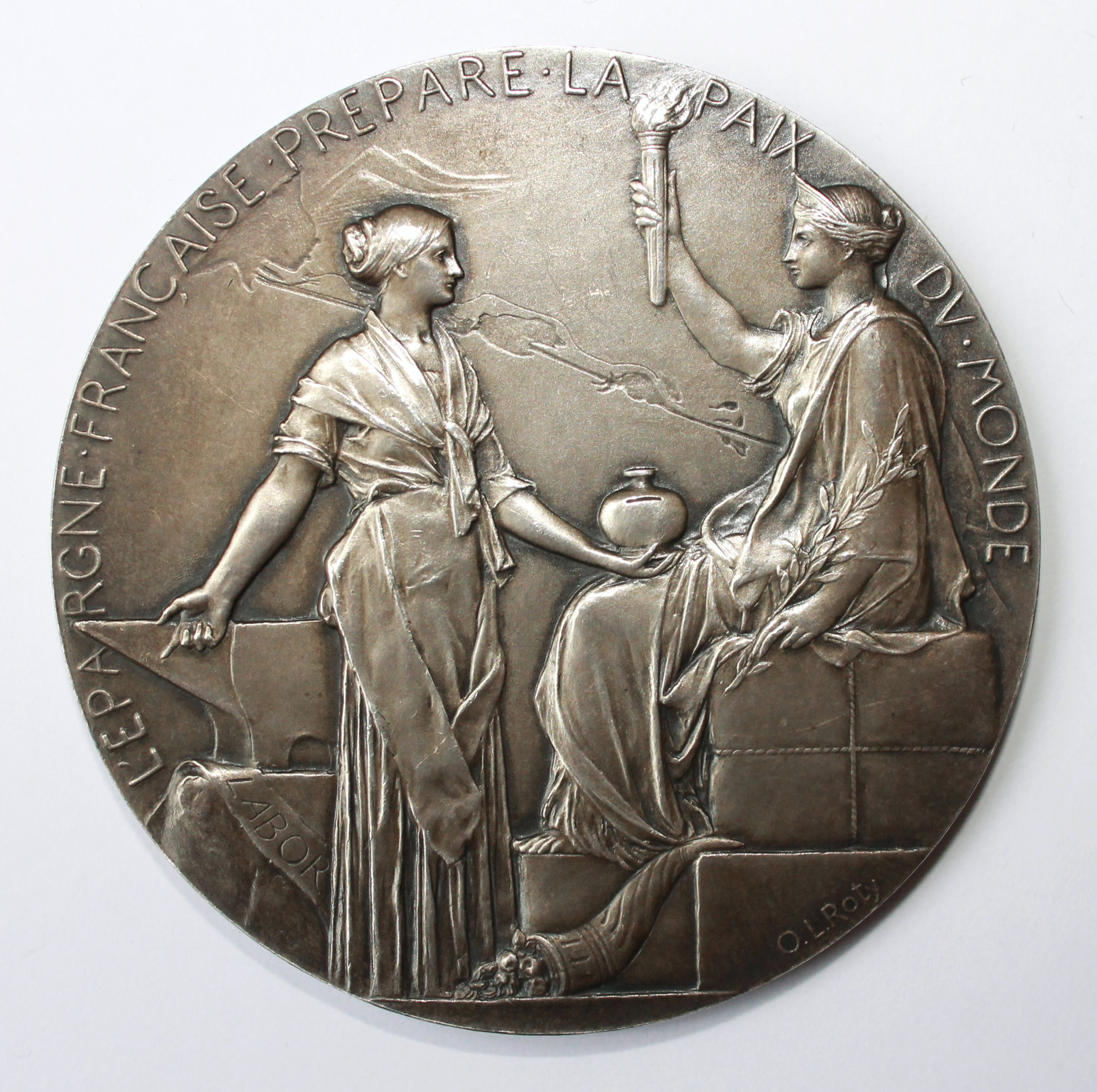
Médaille pour l'ouverture du canal de Suez par Oscar Roty (avers).
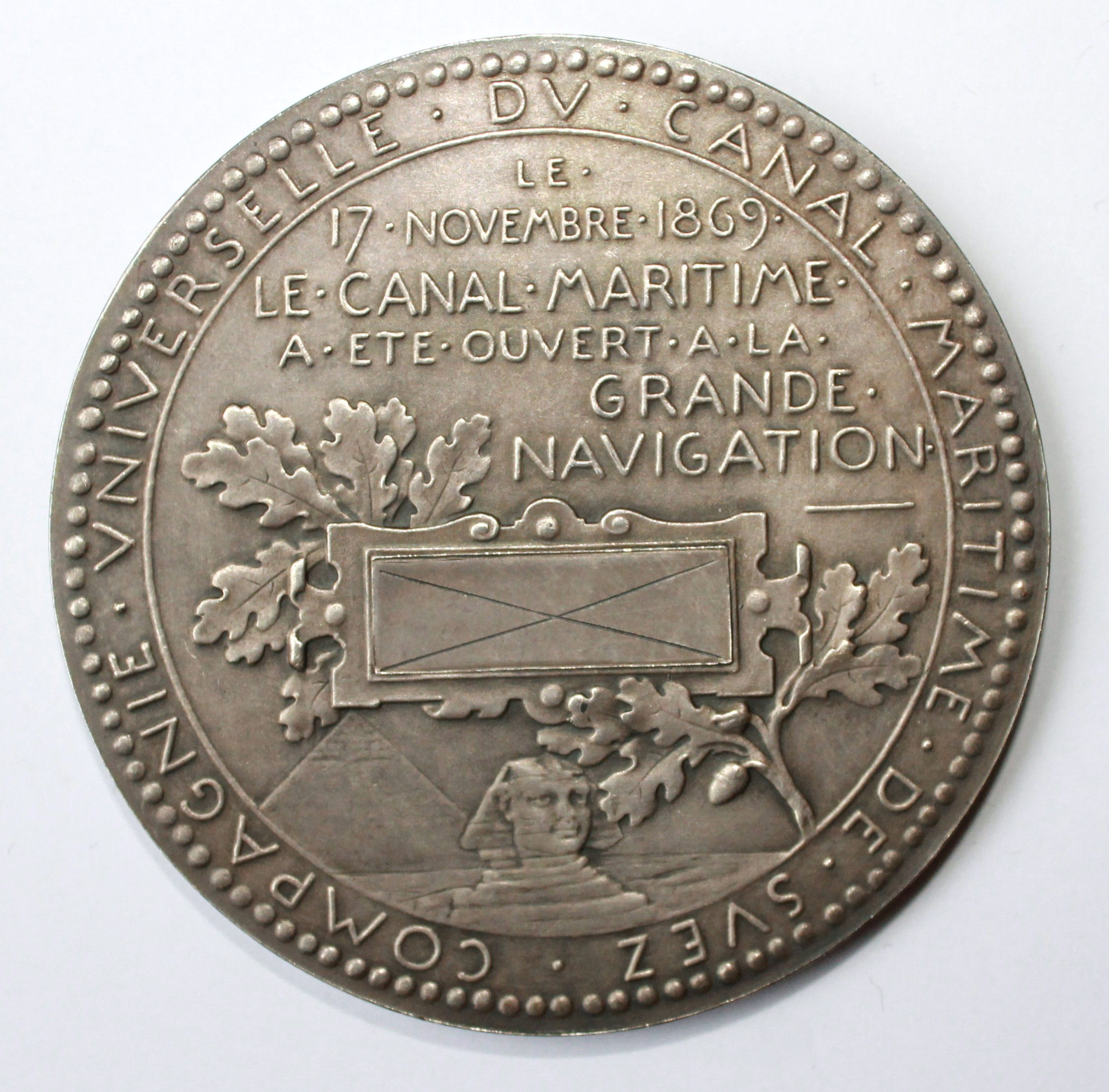
Le 17 novembre 1869 le canal maritime a été ouvert à la grande navigation (revers).
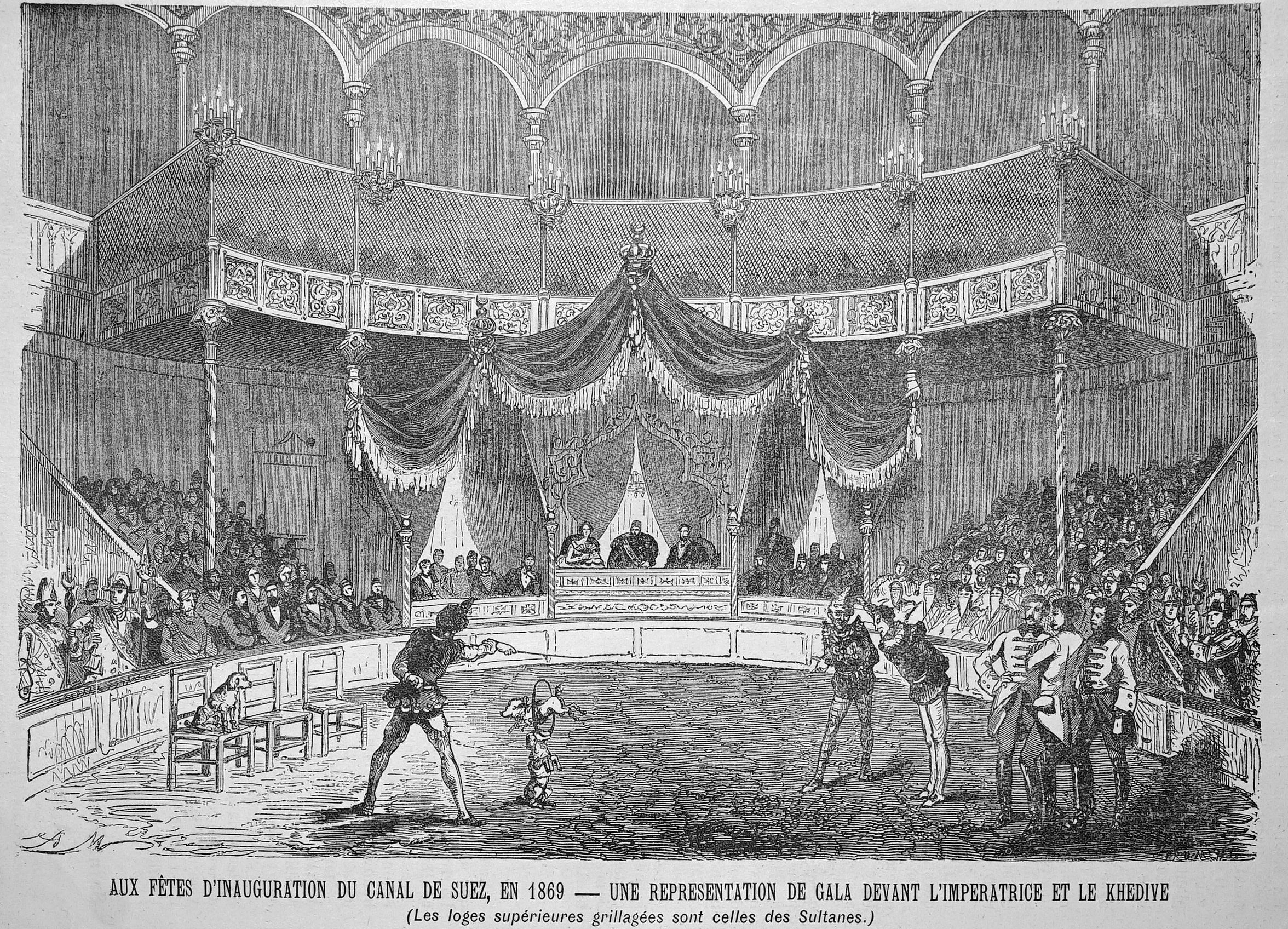
Fête donnée pour l'inauguration, Univers Illustré du 6 nov. 1869, le khédive au cirque Rancy.

### La Société Lyonnaise des eaux et de l'éclairage
La Société Lyonnaise des eaux et de l'éclairage (S.L.E.E.) a été créée en 1880. Pendant la première moitié du XXe siècle, elle est devenue un acteur essentiel de la distribution d'eau et de la production et distribution de gaz puis d'électricité en France. Elle a aussi développé ses activités à l'étranger, notamment en Afrique du Nord (Maroc, Tunisie), en Afrique centrale (Togo, Congo-Brazzaville) et dans le Pacifique (Nouvelle-Calédonie).
Après la nationalisation du gaz et de l'électricité en France en 1946, la société a été rebaptisée Lyonnaise des eaux. Elle renforce ses positions dans le domaine de l'eau en rachetant Degrémont en 1972 et se diversifie dans le chauffage, la propreté et les services funéraires.
Les années 1980 et 90 seront celles d'une nouvelle phase d'internationalisation des activités traditionnelles de la Lyonnaise (distribution et traitement de l'eau) notamment en Grande-Bretagne, en Espagne et aux États-Unis d'Amérique. La Lyonnaise des eaux s'engage dans le secteur de l'audiovisuel en créant l'opérateur de télévision par câble Lyonnaise communications en 1986 et en prenant une participation dans M6 en 1987. En 1990, la Lyonnaise fusionne avec Dumez.
En 1995, elle rachète la société Agro-Développement spécialisée dans la valorisation de déchets organiques, et qui deviendra la filiale Terralys. En 1996, elle se désengage des Pompes funèbres générales et rachète 16 réseaux câblés, devenant ainsi le premier câblo-opérateur français.

### La naissance du groupe Suez

Autre version existant à l'époque du logo.

C'est en 1967 que la Compagnie financière de Suez était entrée dans le capital de la Lyonnaise des eaux et était devenue son principal actionnaire. Les deux sociétés fusionnent en 1997 sous le nom de Suez Lyonnaise des eaux avec pour objectif de devenir le leader mondial des services collectifs de proximité. La fusion est signée par les présidents Jérôme Monod et Gérard Mestrallet. Suez cède ses activités bancaires et financières : Indosuez en 1997, Sofinco en 1998, puis La Hénin et la Générale de Banque en Belgique. Suez vend aussi ses activités dans le BTP. Reprenant les intérêts de la Lyonnaise dans les communications et les médias, Suez s'engage sur plusieurs acquisitions et cessions et fait une place de plus en plus importante au belge Albert Frère. En 2001, le Groupe est rebaptisé Suez.
Groupe international industriel et de services comptant 140 000 salariés, Suez conçoit des solutions dans la gestion de services en tant que partenaire des collectivités (3 000), des entreprises (500 000) et des particuliers (200 millions). Le groupe se donne pour mission de répondre aux besoins essentiels dans l’électricité, le gaz, les services à l’énergie, l’eau et la propreté. Toutefois, face à cette politique affichée, l'action de Suez en Argentine, dans le réseau d'eau de Buenos Aires, de 1993 à 2006, a durablement terni son image, en particulier dans les pays en voie de développement.

## Gouvernance d'entreprise

### Présidents
- Auguste Louis Albéric d'Arenberg : 1896-1913
- Louis de Vogüé : 1913-1948
- François Charles-Roux : 1948-1956
- Jacques Georges-Picot
- Jean Peyrelevade : 1983-1986 (président pendant la nationalisation)
- Renaud de La Genière : 1986-1990. Nommé par le gouvernement Chirac, il dirigea Suez de sa privatisation jusqu'à sa mort.
- Gérard Worms : 1990-1995
- Gérard Mestrallet : juillet 1995-juillet 2008
- Jean-Louis Chaussade

### Collaborateurs notables
- Henry Masson, directeur central à l'organisation et aux services centraux.
- Louis Gabriel de Benoist (1882-1957), directeur général de la compagnie de Suez au Caire, président du Comité national français d'Égypte en 1940 à l'Appel du 18 juin, Ministre plénipotentiaire du Général de Gaulle en 1941.
- Gérard Lamarche, DGA du groupe SUEZ, chargé des finances.
- Patrick Lefort, Directeur général adjoint à Lyonnaise communications (1998-2005), Président-directeur général de GDF-Suez communications (depuis 2004)
- Delberghe Michel, Conseiller au culte de la garde des sceaux, aumônier diocésain des prisons, actionnaire groupe SUEZ.